# Ника Самофракийская
Ни́ка Самофра́кийская (II в. до н. э.) — древнегреческая мраморная скульптура богини Ники, найденная на острове Самотраки на территории святилища Великих Богов в апреле 1863 года французским консулом и археологом-любителем Шарлем Шампуазо. В том же году скульптура была отправлена во Францию. Экспонируется в Лувре, Париж. Выдающееся произведение античного искусства эпохи эллинизма родосской школы.

## Время создания
Скульптор — Пифокрит из Линдоса (Родос). Обнаружившие статую посчитали, что она была создана и установлена в период между 295 и 289 годами до н. э. в честь победы македонского полководца Деметрия I Полиоркета в морском сражении у Саламина в 306 году до н. э. Археологический музей Самотраки и сейчас придерживается этой версии. Изучение остатков керамики в недавних раскопках свидетельствуют о том, что пьедестал был сооружён около 200 г. до н. э., хотя некоторые ученые считают более верной дату 250 или 180 год до н. э. Также ставится временной период с 200 по 190 год до н. э. Вместе с тем статуя была отображена на македонских монетах, а сам остров Самофракия имел большое значение для эллинистических македонских царей. Наиболее вероятным сражением, которому посвящена Ника, считается сражение у острова Кос в 263 году до н. э., когда в столкновении между Антигоном II Гонатом и Птолемеем II победил флот первого. Однако также есть версия, что статуя была установлена в память о сражении при Аморгосе (322 год до н. э.).

## Описание
Статуя была создана в честь богини победы Ники и в ознаменование победы в морской битве. Она стояла на отвесной скале над морем на пьедестале, изображающем нос боевого корабля. Могучая и величавая Ника в развевающейся от ветра одежде представлена в неудержимом движении вперед. Сквозь тонкий прозрачный хитон просвечивает прекрасная фигура, которая поражает зрителя великолепной пластикой упругого и сильного тела. Уверенный шаг богини и гордый взмах орлиных крыльев рождают чувство радостной и торжествующей победы.
В настоящее время Ника Самофракийская экспонируется в галерее Денон в Лувре, где установлена «на повороте лестницы Дарю, что эффектно подчеркивает ее стремительность и порыв».
Статуя изваяна из паросского мрамора, постамент (нос корабля) — из серого мрамора, добытого в селе Лардос на Родосе, правое крыло фигуры — гипсовая реконструкция. Голова и руки скульптуры отсутствуют. Во время дальнейших раскопок были обнаружены другие фрагменты: в 1950 году команда археологов во главе с Карлом Леманном нашли правую руку Ники, оказавшуюся под большим камнем, рядом с местом обнаружения статуи.